# Дюфрен, Шарль
Ша́рль Дюфре́н, сир Посте́ля (фр. Charles Dufresne, sieur du Postel; ок. 1611, Аржантан, Франция — ок. 1684, там же) — французский актёр и антрепренёр.

## Биография
Сын Клода Дюфрена, королевского живописца, родился около 1611 года в городе Аржантане в Нижней Нормандии.
Известно, что в 1633 г. возглавил театральную труппу герцога Эпернона, одной из актрис которой была Мадлена Бежар. В 1645 г. к труппе присоединяются актёры разорившегося «Блистательного театра», среди которых были молодой Мольер и братья Мадлены Бежар, Жозеф и Луи. Ещё несколько актёров бывшего «Блистательного театра» присоединяются к Дюфрену в 1648 г., и теперь труппа носит имя Бежаров, хотя администратором всё равно остаётся Дюфрен, именно его подписи фигурируют на различных документах тех лет, относящихся к труппе Бежаров. В 1650 г. Шарль Дюфрен передаёт руководство труппой, принявшей название «Комедианты Его Королевского Высочества принца Конти», Мольеру и остаётся в ней на положении актёра трагических ролей второго плана. В течение нескольких лет они странствуют по западным и юго-западным провинциям Франции, играя фарсы (в том числе, и Мольера) и трагедии, пока в 1658 г. труппа не обосновалась в Париже, получив название «Труппа Месье, Единственного брата Короля». Дюфрен оставляет сцену в 1659 г. и возвращается в Аржантан, где 17 июля 1664 г. женится на мадмуазель Гримбло.
Умер в Аржантане около 1684 г.